# 미디어 리터러시
미디어 리터러시(media literacy)는 사람들이 미디어에 접근하고 비평하고 창조하거나 조작할 수 있도록 하는 관습들을 아우른다. 미디어 리터러시는 한 매체에만 국한되지 않는다 미국의 미디어리터러시교육협회(National Association for Media Literacy Education)는 미디어 리터러시를 모든 유형의 소통을 사용하여 접근, 분석, 평가, 제작, 행동하는 능력으로 정의한다.
미디어 리터러시 교육은 미국 및 일부 유럽연합 국가의 커리큘럼의 일부로서, 미디어 리터러시 학자와 교육자로 구성된 학제간 글로벌 커뮤니티가 학술적, 전문적 저널과 국가 회원 협회를 통해 지식 공유를 수행하고 있다.

## 미디어 리터러시 교육
미디어 리터러시 교육은 종종 사람들이 보고 듣고 읽는 것에 대해 질문하도록 장려하는 조사 기반의 교육 모델을 사용한다. 미디어 리터러시 교육은 사람들이 메시지를 비판적으로 분석하도록 돕는 도구를 제공하고, 학습자들이 미디어에 대한 경험을 넓힐 기회를 제공하며, 그들이 그들 자신의 미디어 메시지를 만드는 창의적인 기술을 개발할 수 있도록 돕는다. 비판적인 분석은 저자, 목적 및 관점의 파악, 설계 기법 및 장르 검토, 미디어 표현 패턴 조사, 뉴스 및 공공 업무 프로그래밍의 선전, 검열, 편향(및 이러한 이유) 탐지 등이 포함될 수 있다. 미디어 리터러시 교육은 미디어 소유권 또는 그 펀딩 모델과 같은 구조적 특성이 제시된 정보에 어떻게 영향을 미치는지 탐구할 수 있다.
미디어 리터러시 교육의 핵심 원칙에서 정의된 것은 다음과 같다, "미디어 리터러시 교육의 목적은 모든 연령대의 개인이 오늘날 세계에서 비판적인 사상가, 효과적인 의사소통자, 그리고 적극적인 시민이 되어야 하는 질문의 습관과 표현의 기술을 개발할 수 있도록 돕는 것이다."

### 미디어 리터러시 교육에 대한 이론적 접근 방식
다양한 학자들은 미디어 리터러시를 위한 이론적 프레임워크를 제안했다. 르네 홉스는 학습자에게 미디어 리터러시(AA), 메시지와 의미(MM), 표현과 현실(RR)의 세 가지 프레임을 파악했다. 또한 그녀는 미디어 리터러시, 정보 리터러시, 시각 리터러시, 그리고 새로운 리터러시로부터 얻은 문헌을 종합하면서 미디어 리터러의 이론적 맥락을 형성하는 핵심적인 사상을 파악했다.
북아메리카와 유럽에서 미디어 리터러시는 권한 부여와 보호주의적 관점이 모두 포함된다. 미디어에 능통한 사람들은 미디어 메시지를 능숙하게 만들고 제작할 수 있어야 하며, 미디어의 구체적인 자질에 대한 이해를 보여줄 수 있어야 하며, 미디어를 만들고 적극적인 시민으로서 참여할 수 있어야 한다. 미디어 리터러시는 대중 매체, 대중문화, 디지털 미디어를 분석과 평가가 필요한 새로운 유형의 '텍스트'로 취급하면서, 리터러시 개념화의 확대에 기여하는 것으로 볼 수 있다. 미디어 소비의 과정을 능동적이고 비판적인 프로세스로 변화시킴으로써 사람들은 잘못된 표현과 조작의 가능성에 대해 더 크게 인식하게 되고, 현실의 관점을 형성하는 데 있어서 매스미디어와 참여언론의 역할을 이해하게 된다. 미디어 리터러시 교육은 미디어 조작, 오보, 성별과 인종적 고정관념, 어린이의 성차별화, 프라이버시 상실, 사이버 폭력, 인터넷 포식자 등의 우려 등 미디어의 부정적 차원을 해결하는 방법으로 개념화되기도 한다.

미디어 리터러시 교육의 지지자들은 학교 커리큘럼에 미디어 리터러시를 포함시키는 것은 시민 참여를 촉진하고 대중 매체에 내재된 권력 구조에 대한 인식을 증가시키며 학생들이 필요한 비판적이고 탐구적인 능력을 얻는 데 도움을 준다고 주장한다. 미디어는 사회에 긍정적이거나 부정적인 영향을 미칠 수 있지만, 미디어 리터러시 덕분에 학생들은 미디어를 통해 피할 수 없는 조작과 편견의 위험성을 분별할 수 있다. 미디어 리터러시가 청소년들에게 미치는 영향에 초점을 맞추는 연구가 늘어나고 있다. 통신 저널에 발표된 50개 이상의 연구에 대한 중요한 메타 분석에서, 미디어 리터러시 개입은 지식, 비판, 인식된 현실주의, 영향력, 행동 신념, 태도, 자기 효능, 행동에 긍정적인 영향을 미치는 것으로 밝혀졌다. 미디어 리터러시 또한 비판적 사고와 자기표현을 장려하여 시민들이 결정적으로 민주적 권리를 행사할 수 있게 한다. 대중매체의 읽고 쓰는 능력은 대중이 대중 담론에 대해 이해하고 기여할 수 있게 하며, 결국 그들의 지도자를 선출할 때 옳은 결정을 내릴 수 있게 한다. 미디어에 정통한 사람들은 어떤 지위에 대한 그들의 견해에 상관없이 미디어 메시지를 해독할 때 비판적인 입장을 취할 수 있다.
다양한 학자들이 미디어 리터러시를 위한 이론적 프레임워크를 제안했다. 르네 홉스는 학습자에게 미디어 리터러시(AA), 메시지와 의미(MM), 표현과 현실(RR)의 세 가지 프레임을 파악했다. 그녀는 미디어 리터러시, 정보 리터러시, 시각 리터러시, 그리고 새로운 리터러시로부터 얻은 문헌을 종합하면서 미디어 리터러시 이론적 맥락을 형성하는 이러한 핵심 사상을 파악한다.
데이비드 버킹엄은 "현대 미디어의 모든 범위와 '구식' 미디어에도 적용할 수 있는 이론적 프레임워크를 제공한다: 생산, 언어, 표현, 청중"이라는 네 가지 핵심 개념을 내놓았다." 데이비드 버킹엄이 제시한 개념에 대해 상세히 설명하면서 헨리 젠킨스는 참여 문화의 출현에 대해 논의하고, 새로운 미디어 지형에서 젊은이들이 필요로 하는 문화적 역량과 사회적 기술 집합체인 "새로운 미디어 문학"의 중요성을 강조한다.
더글러스 켈너와 제프 셰어는 미디어 교육에 대해 네 가지 접근방식을 분류했다: 보호주의적 접근법, 미디어 예술 교육, 미디어 리터러시 운동, 그리고 비판적인 미디어 리터러시. 보호주의적 접근법은 대중 매체의 청중들을 문화적, 이념적 또는 도덕적 영향에 취약해 교육을 통한 보호가 필요하다고 본다. 미디어 예술 교육의 접근방식은 학습자에 의한 다양한 미디어 형태의 창조적 제작에 초점을 맞춘다. 미디어 리터러시 운동은 리터러시라는 전통적인 측면을 교육 영역에서 가져와 미디어에 적용하려는 시도다. 비판적 미디어 리터러시(critical media readeracy)는 미디어 표현을 형성하는 권력 구조와 시청자가 미디어를 지배적, 반대적, 협상적으로 읽음으로써 의미를 만들기 위해 일하는 방식을 분석하고 이해하는 것을 목적으로 한다.

## 역사 및 국제 응용 프로그램
미디어 리터러시 교육은 구성주의 학습 이론, 미디어 연구, 문화 연구 학문에서 솟아오르는 이론적이고 비판적인 프레임워크를 통합하여 미디어 리터러시의 교육 방법과 교육학에 적극적으로 초점을 맞추고 있다. 이 연구는 20세기 전반에 걸친 교육에서 미디어와 기술 사용의 유산과 미디어 연구와 교육의 교차점에서 학제간 작업이 출현하면서 생겨났다. 테사 졸스가 후원하는 미디어 리터러시 센터를 통한 프로젝트인 미디어 리터러시(Voice of Media Literacy)는 영어권 국가에서 1990년대 이전에 활동한 미디어 리터러시 개척자 20명과 1인 인터뷰를 포함했다. 그 프로젝트는 그 분야에 영향을 준 사람들로부터 미디어 리터러시 증가를 위한 역사적 맥락을 제공했다.
2001년, 유네스코의 미디어 교육 조사는 미디어 교육을 다른 학교의 커리큘럼에 통합하고 있는 국가들을 조사했고, 미디어 교육 분야의 새로운 이니셔티브를 개발하는데 도움을 주었다. 전 세계 52개국의 미디어 교육 전문가 총 72명에게 설문지가 발송됐다. 이 설문지에서는 세 가지 핵심 영역을 다루었다.
1. "학교에서의 미디어 교육: 현재 제공의 범위, 목적, 개념적 근거, 평가의 성격, 그리고 학생들의 생산 역할.
2. "파트너십: 미디어 산업과 미디어 규제기관의 미디어 교육 참여, 비공식적인 청소년 단체의 역할, 교사 교육의 제공."
3. "미디어 교육의 발전: 미디어 교육 제공의 연구와 평가, 교육자들의 주요 요구, 미래 발전의 장애물, 그리고 유네스코의 잠재적 기여"[20]

그 조사 결과는 미디어 교육이 매우 고르지 못한 진전을 보이고 있다는 것을 보여주었다. 미디어 교육이 아예 존재했던 나라에서는 선택과목으로 제공되었고, 많은 나라들은 미디어 교육이 교육과정의 별도 부분이 아니라 기존의 과목 영역으로 통합되어야 한다고 믿었다. 그러나 국경을 초월한 응답자들은 모두 미디어 교육의 중요성과 더불어 정부와 정책입안자들의 공식적인 인정의 필요성을 깨달았다.

### 북아메리카
북미에서는 교육의 주제로서 미디어 리터러시에 대한 공식화된 접근방식의 시작은 1978년 온타리오에 본부를 둔 미디어 리터러시 협회(AML)가 결성된 데 기인하는 경우가 많다. 그 이전까지 미디어 교육에서의 가르침은 대개 개인 교사나 실무자들의 숙지였다. 캐나다는 북아메리카에서 학교 교과과정에 미디어 리터러시를 요구하는 첫 번째 나라였다. 모든 주에서는 미디어 교육을 교육과정에 의무화했다. 예를 들어, 퀘벡의 새로운 커리큘럼은 1학년부터 중등학교 최종학년까지 미디어 리터러시를 의무화한다(Secondary V). 캐나다에서 미디어 교육의 시작은 두 가지 이유로 시작되었다. 한 가지 이유는 미국 대중문화의 넘치는 상태에 대한 우려였고 다른 하나는 새로운 교육 패러다임을 위한 교육 시스템 중심 내용의 필요성이었다. 캐나다의 커뮤니케이션 학자 마샬 맥루한은 1950년대와 1960년대에 미디어 리터러시를 위한 북미 교육 운동에 불을 붙였다. 캐나다의 미디어 리터러시 및 미디어 교육 리더 중 두 명은 배리 던컨과 존 포켄테다. 던컨은 2012년 6월 6일에 사망했다. 교직에서 은퇴한 후에도 배리는 여전히 미디어 교육에 적극적이었다. 포켄테는 예수회 사제로서 1960년대 초부터 미디어 리터러시를 장려해왔다.
미디어 리터러시 교육은 고등학교 영어 교사들이 학생들의 비판적 사고와 의사소통 능력을 계발하기 위해 처음으로 필름을 사용하기 시작한 20세기 초부터 미국에서 관심을 가져왔다. 그러나 미디어 리터러시 교육은 단순히 교실에서 미디어와 기술을 사용하는 것과는 구별되는데, 이는 '미디어와 함께 가르치는 것'과 '미디어에 대한 가르침'의 차이에서 예시되는 차별점이다. 1950년대와 60년대에 미디어 리터러시 교육에 대해 '영화 문법' 접근법이 미국에서 발전했다. 교육자들이 아이들에게 상업영화를 보여주기 시작한 곳에서는 아이들에게 다음과 같은 단어로 구성된 새로운 용어를 배우게 한다. 영화는 문학과 역사와 연결되었다. 영화의 구성적 성격을 이해하기 위해 학생들은 줄거리 개발, 성격, 분위기, 어조를 탐구했다.
그 후, 1970년대와 1980년대에 대중 매체와 대중 문화에 대한 태도가 영어권 세계를 중심으로 변화하기 시작했다. 교육자들은 "인쇄물을 영어교사가 이해관계가 있는 유일한 진짜 매체라고 생각하는 우리의 편견을 경계해야 한다"는 필요성을 깨닫기 시작했다. 모든 세대의 교육자들은 영화와 텔레비전을 새롭고 합법적인 표현과 소통의 형태로 인식하기 시작했을 뿐만 아니라, 고등교육, 가정, 학교, 사회에서 진지한 질의와 분석을 촉진하기 위한 실용적인 방법을 탐구하기 시작했다.. 1976년 프로젝트 중도 절단된 프로젝트에서는 고등교육에서 학생과 교수진 사이에 미디어 리터러닝 능력을 배양하기 위해 서비스 학습 모델을 사용하기 시작했다.
1990년대, 현대 문화의 맥락에서 미디어의 중심 역할에 대한 인식이 높아진 결과. 거의 모든 50개 주가 주 커리큘럼 프레임워크에서 미디어 리터러시를 지원하는 언어를 가지고 있다. 또한, 점점 더 많은 수의 학군들이 미디어 분석과 생산을 위한 학교 전체의 프로그램, 선택과목 및 기타 방과후 학교 기회를 개발하기 시작했다. 그러나 미국의 미디어 리터러시 프로그램에 대한 국가 데이터는 없다. 미디어 리터러시 교육의 학제간 장학금이 떠오르고 있다. 2009년에는 해당 분야의 학자와 실무자들의 업무를 지원하기 위한 학술지인 미디어 리터러시 교육 저널이 출범했다. 애팔래치아 주립대, 컬럼비아대, 이타카대, 뉴욕대, 브루클린시립대, 뉴욕의 대학교, 텍사스-오스틴대, 로드아일랜드대, 메릴랜드대 등 대학들은 예비교사와 졸업생을 위한 미디어 리터러시 과정과 여름학원을 제공한다. 학생들 브리검영대학교는 특히 현직 교사들을 위해 미디어 교육 대학원 과정을 제공한다. 2011년부터, 캘리포니아 대학교 로스앤젤레스 교육 정보 연구 대학원, 교사 교육 프로그램은 모든 신입 교사들에게 비판적인 미디어 리터러시(Critical Media Literacy)에 관한 4개 단위의 과정을 수강하도록 요구해왔다.

### 유럽
영국은 미디어 리터러시 교육 발전의 선도자로 널리 알려졌다. 이 개발에 참여한 주요 기관으로는 영국 영화 협회, 영국 미디어센터, 런던교육원 어린이청소년미디어연구센터, DALE센터(디지털아트연구교육), 유니버시티 칼리지런던과 영국 영화 협회 협력 등이 있다. 또한 미디어 리터러시의 '촉진'은 뉴노동당 하에서 영국 정부 정책이 되었고, 새로운 미디어 규제 기관인 Ofcom의 책임으로 2003년 통신법에 봉안되었다. 그러나 초기 활동이 활발히 일어난 후, 이와 관련된 Ofcom의 작업이 점차적으로 범위가 축소되었고, 연합 정부로부터 미디어 리터러시 증진은 시장 조사의 문제로 축소되었다 - 월리스 앤 버킹엄이 '죽지 않은' 정책이라고 표현해 왔던 것이다. 미디어 리터러시 '촉진'은 또한 뉴노동당 하에서 영국 정부 정책이 되었고, 새로운 미디어 규제 기관인 Ofcom의 책임으로 2003년 통신법에 봉안되었다. 그러나 초기 활동이 폭발한 후, 이와 관련된 Ofcom의 작업은 점차적으로 범위가 축소되었고, 연합 정부로부터, 미디어 리터러시 증진은 시장 조사의 문제로 축소되었다 - 월리스 앤 버킹엄이 '비대형' 정책이라고 표현해 왔던 것이다.
스칸디나비아에서는 1970년 핀란드 초등학교 교육과정에, 1977년 고등학교에 미디어 교육이 도입되었다. 리세 프랑코-핀란드 드헬싱키에서 고안된 개념은 2016년에 전국 표준이 되었다. 미디어 교육은 1980년 이후 스웨덴에서, 1970년 이후 덴마크에서 의무적으로 실시되었다.
프랑스는 매체의 창간부터 영화를 가르쳤으나, 미디어 제작이 포함되면서 교사들을 위한 회의와 미디어 강좌가 조직된 것은 최근이었다.
독일은 1970년대와 1980년대에 미디어 리터러시 이론 출판물을 보았고, 80년대와 90년대 교육 시스템 안팎에서 미디어 교육에 대한 관심이 높아졌다.
네덜란드에서는 2006년 네덜란드 정부가 네덜란드 사회의 중요한 주제로 미디어 리터러시를 의제로 상정했다. 2008년 4월 네덜란드 정부에 의해 공식 센터(mediawijsheid expertisecentrum = medialiteracy expertisecenter)가 만들어졌다. 이 센터는 주제에 대한 전문지식을 갖춘 서로 다른 이해관계자로 구성된 네트워크 조직이다.
러시아에서 미디어 교육의 역사는 1920년대로 거슬러 올라가지만, 이러한 최초의 시도는 조셉 스탈린에 의해 저지되었다. 1970년대부터 1990년대는 영화와 미디어 교육의 첫 공식 프로그램을 가져왔고, 미디어 교육에 초점을 맞춘 박사학위 연구와 O.Baranov (Tver), S.Penzin (Voronezh), G.Polichko, U.Rabinovich (Kurgan), Y.Usov (Moscow), Alexander Fedorov (Taganrog), A.Sharikov (Moscow) 등에 의한 미디어 교육에 대한 이론적, 경험적 작업에 대한 관심이 높아졌다. 최근 러시아 미디어교육의 발전은 2002년 교육학대학에 '미디어교육'(제03.13.30호) 전문화를 새로 등록한 것과 2005년 ICOS 유네스코 '모두를 위한 정보'가 부분적으로 후원한 미디어교육학술지 창간이 있다.
몬테네그로는 2009년 체육고등학교 16세, 17세 학생들의 선택 과목으로 "미디어 리터러시"가 소개되면서 미디어 교육을 교과과정에 도입한 몇 안 되는 나라 중 하나가 되었다.
우크라이나에서는 미디어 교육이 발달과 표준화의 제2단계(2017~2020년)에 있다. 미디어 교육의 주요 중심지로는 이반 프랑코 대학(보리스 포티아틴니크 주임,led by Boris Potyatinnik), 우크라이나 국립 교육과학원 고등교육원(한나 온코비치 주임,Hanna Onkovych), 우크라이나 국립 교육과학원 사회정치심리연구소(Lyubonid Naik) 등이 있다.

### 아시아
미디어 리터러시 교육은 미국이나 서구 국가들에 비해 아시아에서 아직 그렇게 널리 보급되거나 발전되지 않았다. 1990년대부터 동아시아에서는 미디어 리터러시 쪽으로의 전환이 있었다. 최근 아시아에서는 미디어 리터러시 교육이 증가하고 있으며, 아시아 태평양 지역 전역에 걸쳐 여러 프로그램이 마련되어 있다.
중국 베이징(北京)의 교사들은 교육에서 미디어 리터러시 필요성에 대한 자체적인 우려 수준을 바탕으로 초등학교에서 미디어 리터러시 교육의 중요성을 인식하고 있다. 중국의 다른 프로그램으로는 어린이들이 다양한 이슈에 대해 보도하는 중국 출판물인 리틀마스터스가 있는데, 이것은 어린이들이 저널리즘과 기본적인 팀워크와 의사소통 기술을 배우도록 돕는다. 중국과 대만에서 중국어를 사용하는 학생들 사이에서 미디어 리터러시 수준을 테스트하기 위한 연구가 진행되어 왔지만, 더 많은 연구가 필요하다. 정보 사용능력은 교육에서 높이 평가되지만 미디어 사용능력은 인정받지 못한다.
인도에서 사이버모할라 프로그램은 2001년 청소년들에게 기술에 접근하기 위한 목적으로 시작되었다.
베트남에서는 1998년 유니세프, 베트남 국영라디오와 협력하여 젊은 기자단(YOJO)이 미디어의 허위 계정 방지를 위해 창설되었다.
싱가포르에서는 미디어 개발 당국(MDA)이 미디어 리터러시를 정의하고 21세기의 중요한 도구로 인정하지만, 용어의 읽기 측면에서만 인정한다.
2017학년도부터 대만 어린이들은 선전에 대한 비판적 읽기와 출처 평가를 가르치기 위해 고안된 새로운 교육과정을 공부한다. "미디어 리터러시"라고 불리는 이 과정은 새로운 정보사회에서 저널리즘에 대한 교육을 제공한다.
이란에서 나스라는 2018년 모든 어린이, 청소년, 성인의 학습 욕구를 충족시키기 위한 운동이다. 이러한 사회운동은 디지털 미디어 이용과 정신건강에 초점을 맞추고 대중을 위한 미디어 이용 능력을 향상시킨다.

### 중동
요르단은 극단주의와 혐오표현 퇴치에 필수적인 미디어와 정보활용능력 배양에 박차를 가하고 있으며, 요르단 미디어연구소는 통신기술과 디지털 미디어의 미디어와 도구와의 긍정적 상호작용의 개념과 기술을 보급하고, 이들의 단점을 줄이기 위해 노력하고 있다. 레바논 베이루트의 한 아카데미는 2013년, 학생들이 비판적인 미디어 소비자가 되는 것을 목표로 베이루트의 미디어 및 디지털 사용능력 아카데미(MDLAB)라고 불렀다.

### 호주
호주에서의 미디어 교육은 주입, 대중 예술, 해설과 관련된 영국의 발전에 영향을 받았다. 호주의 미디어 교육에 영향을 준 핵심 이론가들은 그람 터너와 호주의 미디어와 문화 연구 발전에 기여한 존 하틀리였다. 1980년대와 1990년대에 서호주 로빈 퀸과 배리 맥마흔은 Real Images와 같은 교과서를 집필하면서 많은 복잡한 미디어 이론을 교실에 적합한 학습 프레임워크로 번역했다. 이와 동시에 카르멘 루크는 미디어 리터러시를 페미니즘과 연계하여 미디어 교육에 대한 보다 중요한 접근방식을 촉진하였다. 대부분의 오스트레일리아 주에서 미디어는 예술의 중요한 학습 영역의 다섯 가닥 중 하나이며, 다양한 개발 단계를 위해 열거된 "필수 학습" 또는 "결과"를 포함한다. 상위 수준(11년과 12년)에서는 여러 주에서 미디어 스터디를 선택 과목으로 제공한다. 예를 들어, 많은 퀸즐랜드 학교들은 영화, 텔레비전, 뉴미디어를 제공하는 반면, 빅토리아 시대 학교들은 VCE 미디어를 제공한다. 미디어 교육은 교사 전문 협회인 호주 미디어 교사들이 지원하고 있다.

## 같이 보기
- 디지털 리터러시
- 담론
- Critical literacy
- 정보문해
- 다계층성
- 탈문학
- 상호텍스트성
- 시각적 문해력
- 트랜스미디에이션